# 11984 Manet
A 11984 Manet (ideiglenes jelöléssel 1995 UK45) a Naprendszer kisbolygóövében található aszteroida. Eric Walter Elst fedezte fel 1995. október 20-án.
Nevét Édouard Manet (1832 – 1883) francia festő után kapta.